# El Cedro (Panama)
El Cedro è un comune (corregimiento) della Repubblica di Panama situato nel distretto di Los Pozos, provincia di Herrera. Si estende su una superficie di 34,1 km² e conta una popolazione di 503 abitanti (censimento 2010).